# Gaetano Grassetti
Gaetano Grassetti, né en 1778 à Rome et mort à Naples en 1836, est un médecin et aéronaute italien.

## Biographie
Il est un des membres en 1803 du vol laborieux en ballon, fait à partir de Bologne, de Pasquale Andreoli et Francesco Zambeccari et n'est sauvé qu'en mer.
Il étudie ensuite la médecine à Bologne et devient en 1809 médecin à l'hôpital de Ravenne ainsi que professeur de français.
En 1815, il doit s'exiler en Grèce, à Patras, en raison de son soutien déclaré à la France. Il enseigne alors la littérature italienne à Zante et à Corfu. En 1825, il traduit en italien et en prose l’Hymne à la Liberté écrit par le poète Dionýsios Solomós en 1823 et futur hymne national de la Grèce et de Chypre.
Il est nommé dans la nouvelle de Jules Verne Un drame dans les airs sous le nom « Grossetti ». Jules Verne par ailleurs place par erreur le vol en 1804.

## Publications
- 1803 : Relazione del viaggio aereo...
- 1809 : Dell'aria ravennata, opérette
- 1853 : Grammatica della lingua Greca moderna..., posthume